# Bithlo
Bithlo é uma Região censo-designada localizada no estado americano da Flórida, no Condado de Orange.

## Demografia
Segundo o censo americano de 2000, a sua população era de 4626 habitantes.

## Geografia
De acordo com o United States Census Bureau tem uma área de 28,1 km², dos quais 27,6 km² cobertos por terra e 0,5 km² cobertos por água. Bithlo localiza-se a aproximadamente 13 m acima do nível do mar.

## Localidades na vizinhança
O diagrama seguinte representa as localidades num raio de 24 km ao redor de Bithlo. 